# To Tadd with Love
To Tadd with Love è un album di Philly Joe Jones, pubblicato dalla Uptown Records nel 1982. Il disco fu registrato il 28 giugno 1982 al "Nola's Penthouse Sound Studios" di New York City.

## Tracce
Lato A
1. Philly J.J. – 8:37 (Tadd Dameron)
2. Soultrane – 5:22 (Tadd Dameron)
3. Sid's Delight – 5:32 (Tadd Dameron)

Lato B
1. On a Misty Night – 9:27 (Tadd Dameron)
2. Fontainebleau – 4:29 (Tadd Dameron)
3. The Scene Is Clean – 7:48 (Tadd Dameron)

## Musicisti
Philly Joe Jones Dameronia
- Philly Joe Jones - batteria
- Frank Wess - sassofono alto
- Charles Davis - sassofono tenore
- Cecil Payne - sassofono baritono
- Johnny Coles - tromba
- Don Sickler - tromba (brani: A1, A2 & B1)
- Don Sickler - conduttore musicale
- Britt Woodman - trombone
- Walter Davis, Jr. - pianoforte
- Larry Ridley - contrabbasso